# Vue en éclaté

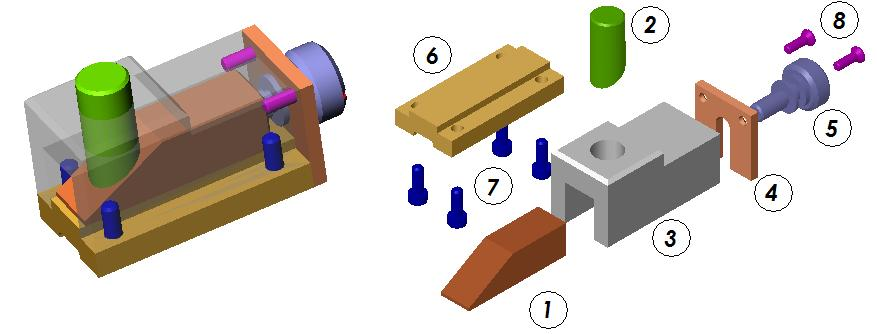
Ensemble monté et éclaté

Une vue en éclaté est la représentation de toutes les pièces d’un mécanisme complet comme si l’objet était éclaté de l’intérieur, ce qui donne une vue sur toutes les pièces du mécanisme.
Une vue en éclaté est généralement utilisée pour montrer le montage d'un mécanisme. On en retrouve souvent dans les notices de montage des meubles à monter soi-même.
La plupart des logiciels de CAO actuels permettent de réaliser des vues en éclaté.

## Historique

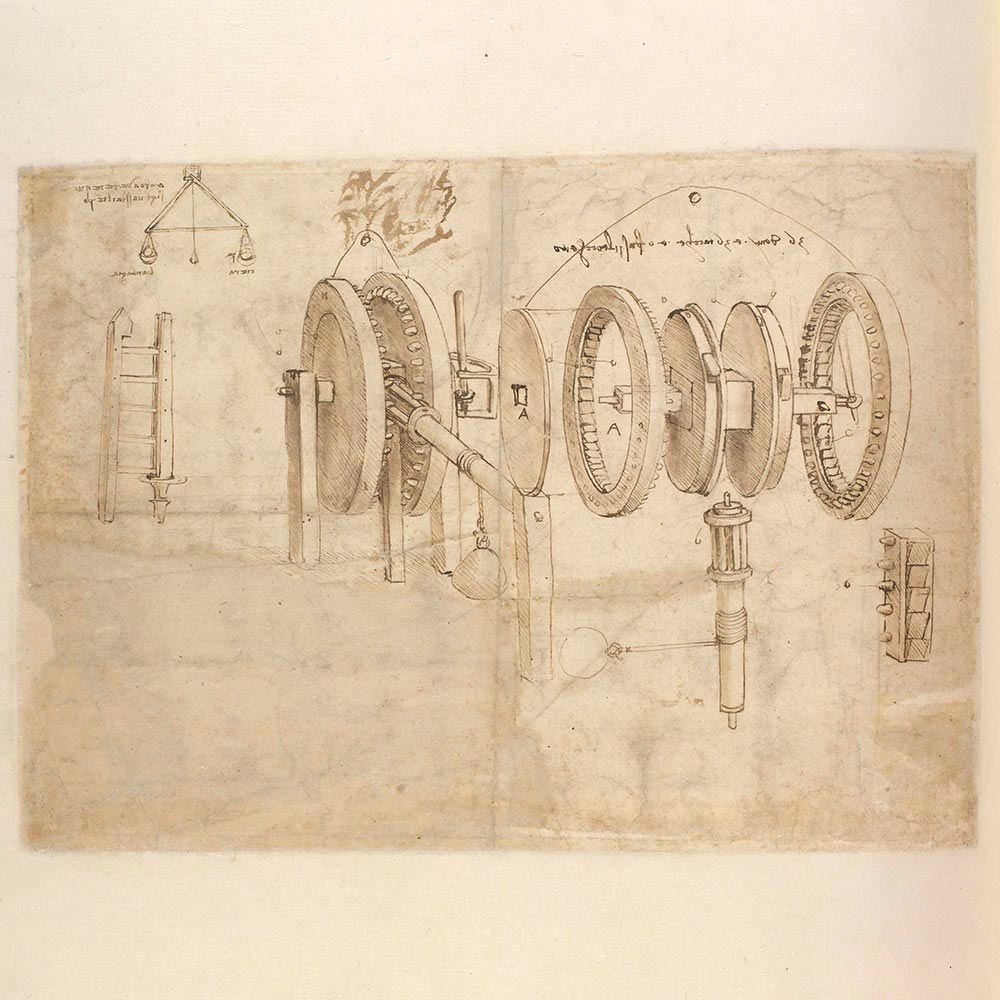
Vue en éclaté due à la plume de Léonard de Vinci, Codex Atlanticus, 30v.

Comme l'écorché, la vue en éclaté est l'une des inventions graphiques de la Renaissance : les artistes italiens ont imaginé cette technique pour diffuser leurs idées et connaissances techniques, renouvelant ainsi l'art du dessin. On peut faire remonter ce type de représentation aux carnets de l'ingénieur siennois Marin Taccola (1382–1453) ; cet art a ensuite été perfectionné par Francesco di Giorgio (1439–1502) puis Léonard de Vinci (1452–1519), qui l'a employée pour représenter un système bielle-manivelle. Leonard s'est servi de cette technique dans plusieurs de ses études, notamment en anatomie humaine.